# Piasecki HUP Retriever
El Piasecki HUP Retriever/H-25 Army Mule fue un helicóptero utilitario compacto de un único motor radial con dos rotores gemelos en tándem superpuestos, desarrollado por la Piasecki Helicopter Corporation de Morton (Pensilvania). Diseñado para cubrir una especificación de la Armada de los Estados Unidos, el helicóptero fue producido de 1949 a 1954, y también fue usado por el Ejército de los Estados Unidos y armadas extranjeras. El HUP/H-25 fue el primer helicóptero en realizar un rizo y en ser producido con piloto automático.

## Diseño y desarrollo

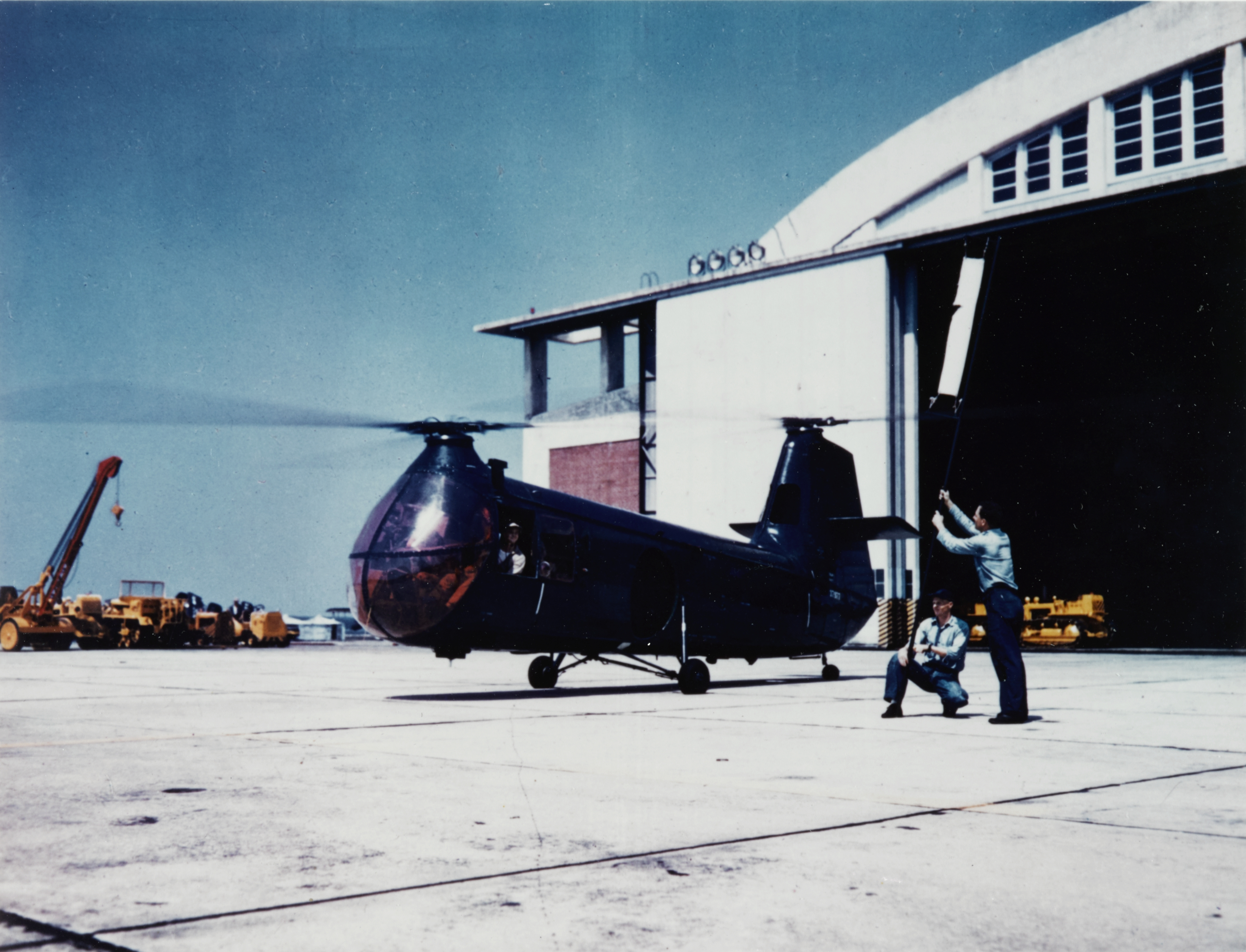
Piasecki XHJP-1 Retriever en la Naval Air Station Patuxent River, alrededor de 1950.

El diseño fue producto de una competición de la Armada estadounidense de 1945 por un helicóptero utilitario/de rescate para operar desde navíos, incluyendo portaaviones, acorazados y cruceros. Se construyeron 2 o 3 prototipos (designados PV-14 por la fábrica y XJHP-1 por la Armada) y fueron sometidos a una evaluación de vuelo mano a mano contra 3 prototipos del Sikorsky XHJS-1; sin embargo, el XHJS era fundamentalmente una versión sobreescalada del Sikorsky H-5, y el peso y tamaño aumentados magnificaron los problemas de diseño para mantener los pesos y equilibrios apropiados bajo las variantes condiciones de carga. El Piasecki ganó la competición, y con la introducción de la letra "U" (por Utilitario) de configuración de aeronaves en los años 50, el aparato fue ordenado para la producción como HUP-1.
El diseño presentaba dos rotores tripala de 11 m de diámetro en tándem, cuyas palas podían plegarse para facilitar el almacenamiento; el relativamente pequeño diámetro del rotor permitía a la aeronave usar los elevadores de portaaviones con las palas totalmente extendidas. La configuración de rotores en tándem superpuestos era un desarrollo de Piasecki y se usó en futuros diseños de helicópteros de la compañía y sucesores, incluyendo el H-21, el HRB-1/CH-46 y el CH-47. El HUP-1 original estaba propulsado por un único motor radial Continental R-975-34, con una potencia al despegue de 391 kW (525 hp), aunque versiones posteriores usaron el repotenciado R-975-42 o el R-975-46A con 410 kW (550 hp). Para ayudar en las operaciones de búsqueda y rescate (SAR), la aeronave estaba equipada con un cabrestante capaz de izar 181 kg, que podía descender una eslinga de rescate a través de una puerta eléctrica disponible después de plegar hacia delante el asiento del copiloto.
Durante una demostración de sus capacidades de soportar altas fuerzas g, el modelo se convirtió en el primer helicóptero en realizar un rizo, aunque sin querer.

## Historia operacional

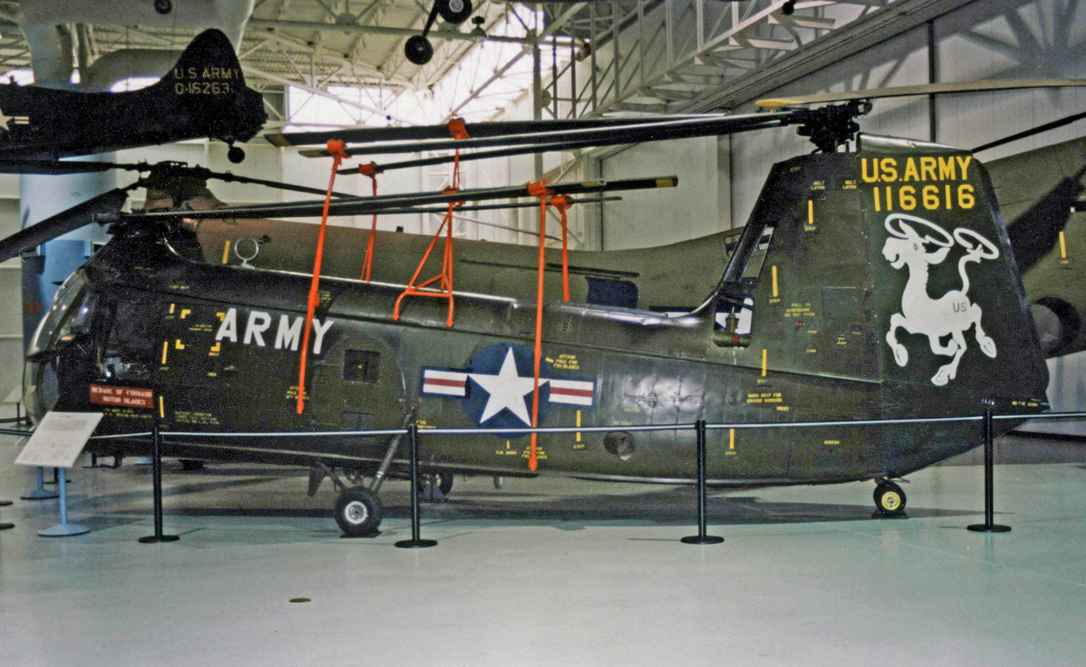
H-25A Army Mule preservado en el US Army Aviation Museum, Alabama.

La aeronave entró en servicio en febrero de 1949 con la entrega del primero de 32 aparatos HUP-1 a la Armada estadounidense. El mejorado HUP-2 (designación PV-18 de Piasecki) fue prontamente introducido con un motor más potente, supresión de las aletas de punta del estabilizador horizontal inclinadas hacia dentro, y varios cambios menores en equipamiento; una subvariante equipada con sonar sumergible para la guerra antisubmarina recibió la designación HUP-2S. El HUP-2 fue el primer helicóptero de producción equipado con piloto automático. La Armada estadounidense también probó un sistema llamado Raydist que permitía dirigir a un HUP-2 no tripulado desde una estación terrestre y ordenarle por radio mantenerse en estacionario a 1,5 m sobre el punto deseado. Edo probó un HUP-2 con casco de fibra de vidrio y flotadores de equilibrio para realizar operaciones anfibias.
Se construyó una versión mejorada del HUP-2 para el Ejército estadounidense, que fue designada como H-25A Army Mule, pero la mayoría fue rápidamente retirada de servicio y convertida para el uso naval bajo la designación HUP-3.
En 1954, la Marina Real Canadiense recibió 3 aeronaves H-25A ex Ejército estadounidense, que fueron modificadas y redesignadas en la entrega, conforme a los estándares HUP-3 de la Armada estadounidense. Los aparatos fueron usados a bordo del HMCS Labrador para realizar labores SAR y utilitarias varias, y más tarde fueron usados para apoyar la construcción de los asentamientos radar de las Líneas Distantes de Alerta Radar. Los helicópteros fueron posteriormente destinados a NAF Patricia Bay y a la estación aeronaval HMCS Shearwater; después de que los dos últimos fueran retirados el 18 de enero de 1964, un aparato fue donado a una escuela técnica y los otros dos fueron vendidos como excedentes.
La designación H-25 del Ejército estadounidense fue adoptada por la Armada estadounidense en 1962, al instaurarse el sistema de designación de aeronaves de los Tres Servicios de Estados Unidos de 1962. Las últimas unidades fueron retiradas del servicio estadounidense en 1964. También sirvió con la Aéronavale francesa de 1953 a 1965.
Se entregaron un total de 339 aeronaves durante los 6 años de producción. Gran cantidad de aparatos excedentes de la Armada aparecieron posteriormente en el registro civil estadounidense, y al menos 7 ejemplares fueron transferidos a la Marina Nacional francesa.
El 7 de noviembre de 2009, un HUP-1 ex Armada estadounidense, BuNo 124925, matrícula civil N183YP, colisionó contra unas líneas eléctricas de alto voltaje en Adelanto, California; el posterior accidente e incendio produjo la muerte de los 3 ocupantes y daños importantes en la aeronave. Operado en asociación con Classic Rotors, el aparato accidentado era el único ejemplar en estado de vuelo del mundo. La Junta Nacional de Seguridad en el Transporte atribuyó el accidente al "fallo del piloto en mantener el espacio de separación respecto de las líneas eléctricas durante el vuelo".

## Variantes

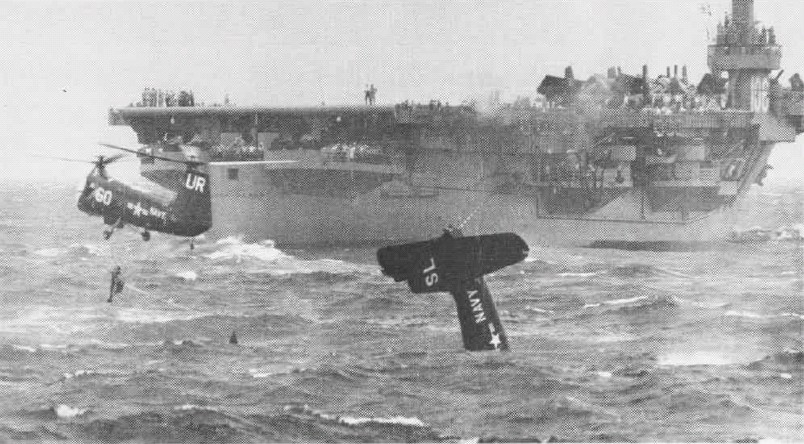
Un HUP escolta de aviones realizando su trabajo en 1953.

XHJP-1
Prototipo, propulsado por un motor Continental R-975-34 de 391 kW (525 hp), equipado con grandes aletas de punta inclinadas en los estabilizadores horizontales. Designación PV-14 de Piasecki-Vertol. Dos o tres producidos.
HUP-1
Helicóptero de transporte utilitario y de búsqueda y rescate para la Armada estadounidense, muy similar al XHJP-1, designación PV-18 de Piasecki, 32 construidos.
HUP-2
Versión mejorada, motor Continental R-975-42 de 410 kW (550 hp), aletas de punta del estabilizador horizontal eliminadas, 165 construidos para la Armada estadounidense, 15 para la Aviation navale francesa. Redesignado UH-25B en 1962.
HUP-2S
Versión de guerra antisubmarina del HUP-2, equipada con sonar sumergible, 12 construidos.
H-25A Army Mule
Helicóptero de transporte utilitario para el Ejército estadounidense, similar al HUP-2, pero propulsado por un motor Continental R-975-46A de 410 kW (550 hp), y equipado con grandes puertas, controles asistidos eléctricamente, y suelo reforzado. Se entregaron 70 aparatos desde 1953, pero eran inadecuados para su uso en primera línea, siendo transferidos 53 a la Marina Real canadiense y Armada estadounidense en 1954-55; usándose los restantes para entrenamiento, siendo retirados del servicio con el Ejército en 1958.
HUP-3
Conversión utilitaria naval de aparatos H-25A transferidos del Ejército estadounidense: 50 a la Armada estadounidense, 3 a la Marina Real canadiense. Los aparatos supervivientes de la Armada estadounidense fueron redesignados UH-25C en 1962.
UH-25B
HUP-2 redesignados en 1962.
UH-25C
HUP-3 redesignados en 1962.

## Operadores
Canadá
- Marina Real Canadiense[18]

 Estados Unidos
- Ejército de los Estados Unidos[18]
- Armada de los Estados Unidos[18]

 Francia
- Marina Nacional francesa[18][19]

## Supervivientes

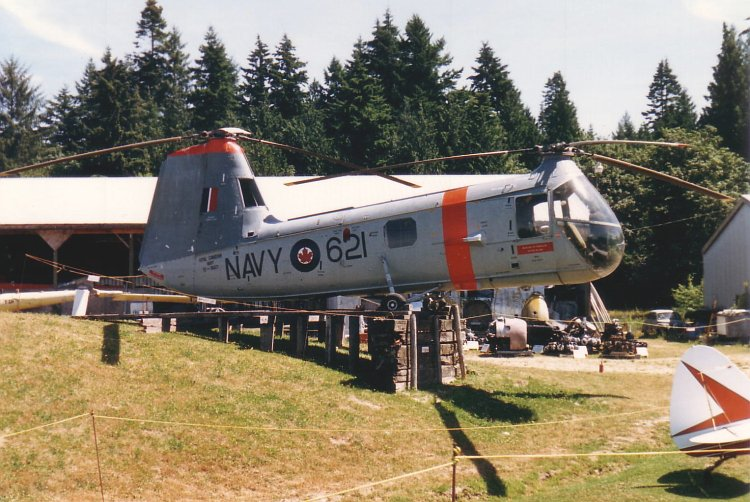
HUP-3 51-16621 de la Marina Real canadiense en el Canadian Museum of Flight; esta aeronave fue más tarde intercambiada con el Classic Rotors.

Para los aparatos supervivientes, los números con guion son Números de Serie del Ejército estadounidense originales; los números de seis dígitos son Números de Oficina (BuNo) de la Oficina de Aeronáutica (BuAer) de la Armada estadounidense. Las 50 aeronaves H-25A/HUP-3 transferidas del Ejército a la Armada recibieron nuevos números de oficina; los 3 aparatos transferidos a la Marina Real canadiense fueron redesignados, pero retuvieron sus números de serie del Ejército estadounidense originales.

### Canadá
En exhibición
UH-25B (HUP-2)
- 128529: Shearwater Aviation Museum en Shearwater, Nueva Escocia.[20] Este aparato ha sido restaurado como el 51-16621, el primer HUP-3 de la Marina Real canadiense.[14]

UH-25C (HUP-3)
- 51-16623: Canada Aviation and Space Museum en Ottawa, Ontario.[21][22]

### Países Bajos
En exhibición
UH-25B (HUP-2)
- 130076: rotonda del Baris Business Park en Róterdam. Este aparato fue usado originalmente por la Armada estadounidense y más tarde transferido a la Marina Nacional francesa.[23]

### Reino Unido
En exhibición
UH-25C (HUP-3)
- 51-16622: The Helicopter Museum en Weston-super-Mare, Inglaterra, llevando los colores de la Marina Real canadiense.[10][24]

### Estados Unidos
En exhibición
H-25A Army Mule
- 51-16616: United States Army Aviation Museum en Fort Rucker, Alabama.[25]

HUP-1
- 124915: USS Hornet Museum en Alameda, California.[26]

UH-25B (HUP-2)
- 128479: American Helicopter Museum en West Chester, Pensilvania.[27]
- 128517: Wings of Freedom Aviation Museum en Horsham, Pensilvania.[28]
- 128519: Museo naval, aéreo y espacial del Intrepid en Nueva York.[29]
- 128596: Flying Leatherneck Aviation Museum en San Diego, California.[30]
- 130059: USS Midway Museum en San Diego, California.[31]
- 130082: en la cubierta del USS Iowa Museum en San Pedro, California.[32][33]

UH-25C (HUP-3)
- 147595: Pima Air & Space Museum en Túcson, Arizona.[34]
- 147600: Air Zoo en Kalamazoo, Míchigan.[35]
- 147607: National Naval Aviation Museum en Pensacola, Florida.[36]
- 147628: Mid-America Air Museum en Liberal, Kansas.[37]
- 51-16621: Classic Rotors en Ramona, California.[38] A principios de noviembre de 2018, este era el único aparato construido por Piasecki con un registro de aeronave de la FAA válido.[39] Esta aeronave ex Marina Real canadiense es el último HUP/H-25 capaz de ser restaurado a la condición de vuelo; fue intercambiado en 2000 por el no volable HUP-2 128529 del Canadian Museum of Flight, que fue más tarde intercambiado de nuevo en 2002 con el Shearwater Aviation Museum, siendo pintado como el 51-16621.[14][20]

En restauración o almacenado
UH-25C (HUP-3)
- 147610: Yanks Air Museum en Chino, California, almacenado.[40]

## Especificaciones (HUP-2)
Referencia datos: Jane's All The World's Aircraft 1956–57

### Características generales
- Tripulación: Dos (pilotos)
- Capacidad: 4 pasajeros
- Longitud: 17,4 m (56,9 ft)
- Diámetro rotor principal: 10,7 m (35 ft)
- Altura: 4 m (13,2 ft)
- Área circular: 179 m² (1926,8 ft²)
- Peso vacío: 1874 kg (4130,3 lb)
- Peso cargado: 2608 kg (5748 lb)
- Peso máximo al despegue: 2767 kg (6098,5 lb)
- Planta motriz: 1× motor radial de nueve cilindros refrigerado por aire Continental R-975-46A.
  - Potencia: 410 kW (565 HP; 558 CV)

### Rendimiento
- Velocidad máxima operativa (Vno): 169 km/h (105 MPH; 91 kt)
- Velocidad crucero (Vc): 129 km/h (80 MPH; 70 kt)
- Alcance: 547 km (295 nmi; 340 mi)
- Techo de vuelo: 3050 m (10 007 ft)
- Régimen de ascenso: 5 m/s (986 ft/min)
- Carga del rotor: 15 kg/m2 (3 lb/sq ft)
- Potencia/peso: 0,16 kW/kg (0,09 hp/lb)

## Aeronaves relacionadas

### Desarrollos relacionados
- Piasecki H-21
- CH-46 Sea Knight

### Aeronaves similares
- Harbin Z-5
- Bell HSL
- Sikorsky H-19 Chickasaw
- Bristol Belvedere
- Mil Mi-4

### Secuencias de designación
- Secuencia PV-_ (interna de Piasecki): PV-2 - PV-3 - PV-14 - PV-15 - PV-17 - PV-18 - H-16 - H-21
- Secuencia HJ_P (Helicópteros Utilitarios de la Armada estadounidense, 1944-1949 (Piasecki, 1946-1962)): HJP
- Secuencia HU_P (Helicópteros Utilitarios de la Armada estadounidense, 1950-1962 (Piasecki, 1946-1962)): HUP
- Secuencia H-_ (Helicópteros de la USAF, 1948-1962): ← H-22 - H-23 - H-24 - H-25 - H-26 - H-27 - H-28 →
- Secuencia _H-_ (Helicópteros estadounidenses, 1962-presente): OH-13/UH-13J - UH-19 - CH-21 - OH-23 - UH-25 - CH-34 - CH-37 - HH-43 →